# Fonches-Fonchette
Fonches-Fonchette è un comune francese di 149 abitanti situato nel dipartimento della Somme nella regione dell'Alta Francia.

## Società

### Evoluzione demografica
Abitanti censiti